# 内田重成

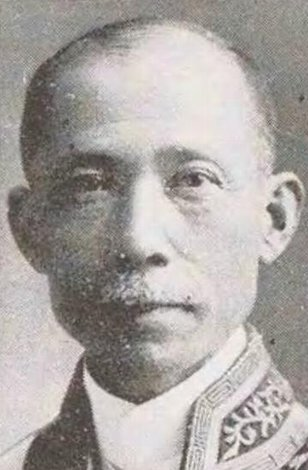
内田重成

内田 重成（うちだ しげなり、1868年2月18日（慶応4年1月25日）- 1965年（昭和40年）10月4日 ）は、日本の裁判官、海軍法務官、政治家。最終階級は海軍法務中将。貴族院議員。旧姓は平井。山口県出身

## 経歴
長門国豊浦郡、のちの山口県豊浦郡内日村（現下関市 ）で、清末藩士・平井貢蔵の二男として生まれ、1892年（明治25年）11月、下関市清末の内田護の養子となった。
関西法律学校（後の関西大学）、和仏法律学校（後の法政大学）卒業後、1890年（明治23年）12月、文官高等試験に合格。1891年（明治24年）1月、司法官試補に任官し千葉地方裁判所詰となる。以後、千葉区裁判所検事、弘前区裁判所判事、栃木区裁判所判事、前橋区裁判所判事を歴任。1897年（明治30年）10月、海軍省に転じ、海軍主理・呉鎮守府司法部員に就任。その後、海軍省司法部員、同省司法局員、横須賀捕獲審検所検察官、司法局長、高等軍法会議法務官兼法務局長、法務局長などを歴任し、1925年（大正14年）3月に退職した。
その後帰郷して、山口県教育会長として教育の振興を図り、実業界では、山陽電気軌道（後のサンデン交通）社長、下関瓦斯（後の山口合同ガス）社長なども務めた。
1928年（昭和3年）4月4日、貴族院議員に勅選され、1946年（昭和21年）5月14日に辞任した。

## 栄典
- 1915年（大正4年）11月7日 - 勲二等旭日重光章・大正三四年従軍記章[7]
- 1920年（大正9年）11月1日 - 勲一等旭日大綬章[8]

## 親族
- 妻 内田コウ（養父長女）[3]
- 長男 内田護文（司法官）[3]